# Tappan Zee Bridge (vecchio)
Il Tappan Zee Bridge è stato un ponte a sbalzo che attraversava il fiume Hudson situato nello stato di New York negli Stati Uniti.
Costruito tra il 1952 e il 1955 questo ponte, lungo 4.881 metri, consentiva alla interstatale 87 di collegare Spring Valley a Yonkers.
Il nome ufficiale del ponte era Governor Malcolm Wilson Tappan Zee Bridge, assegnato nel 1994 per celebrare il 20º anniversario della fine del mandato del governatore Malcolm Wilson.

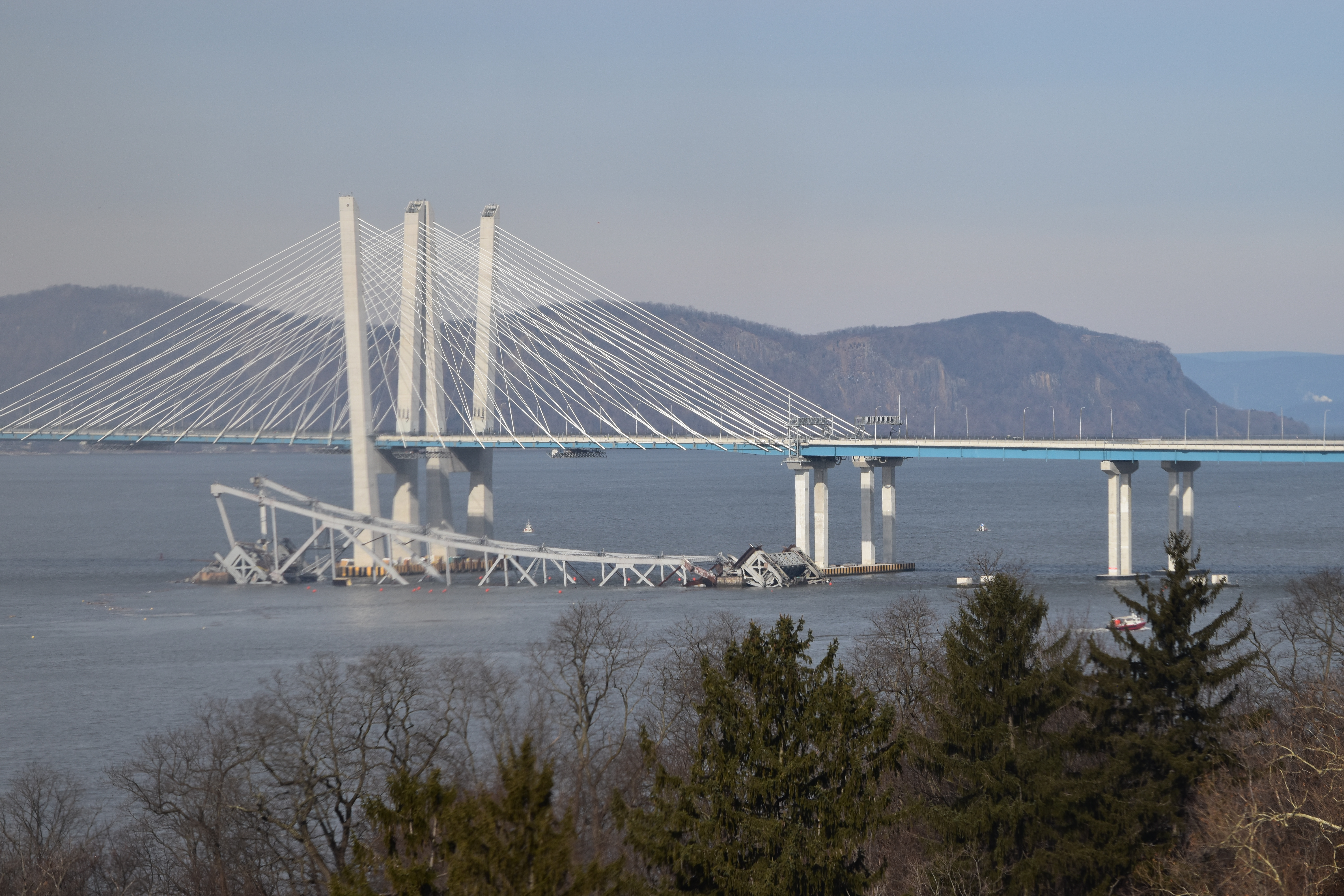
Vista della demolizione del ponte, con sullo sfondo il nuovo

Nel 2013 è iniziata la costruzione di un nuovo ponte strallato, situato di fianco al primo ponte Tappan Zee. Il 6 ottobre 2017, il traffico è stato dirottato sul nuovo ponte. Il vecchio ponte è stato distrutto il 15 gennaio 2019.